# Aspidoscelis burti
Aspidoscelis burti (плямистий каньйоновий батогохвіст) — вид ящірок родини теїдових (Teiidae). Мешкає в США і Мексиці.

## Поширення й екологія
Плямисті каньйонові батогохвости мешкають в Аризоні та Сонорі. Вони живуть у гірських каньйонах, у сухих колючих чагарниках в арройо (сухих русках річок) та серед столових гір у пустельних і напівпустельних районах. Відкладають яйця.